# Richard Cushing
Richard Cushing (South Boston (Massachusetts), 24 augustus 1895 - Boston, 2 november 1970) was een Amerikaans kardinaal. Van 1944 tot 1970 was hij aartsbisschop van Boston. Hij werd kardinaal gecreëerd in 1958.  Hij werd opgevolgd door Humberto Sousa Medeiros.
Hij werd op 26 mei 1921 priester gewijd en op 29 juni 1939 gewijd tot titulair bisschop van Mela. Op 25 september 1944 volgde zijn benoeming tot zesde bisschop en derde aartsbisschop van Boston. Op 15 december 1958 werd hij kardinaal gecreëerd. De Santa Susanna was zijn titelkerk.
Cushing was in 1958 oprichter van de Missionary Society of St. James die priesters van het aartsbisdom Boston uitzend naar missiegebieden in Latijns-Amerika.
Hij leidde op 25 november 1963 de requiemmis bij de uitvaart van president John F. Kennedy.

## Werken
- Pope Pius XII, St. Paul Editions, Boston, 1959